# EP Daily
EP Daily (précédemment The Electric Playground) est une émission de télévision quotidienne sur l'actualité des jeux vidéo, du cinéma, des émissions de télévision, des bandes dessinées, et d'objets et gadgets à collectionner. L'émission, créée et produite par le présentateur Victor Lucas et sa boite de production EP Media Ltd (anciennement Greedy Productions Ltd), est à l'antenne depuis septembre 1997 en Amérique du Nord et en Australie,,,.

## Description
L'émission propose des preview de jeux vidéo à venir, des informations concernant l'industrie vidéoludique, des interviews de joueurs célèbres et de personnalités du monde du jeu vidéo. Une partie de l'émission aborde les derniers jouets, les jeux, les bandes dessinées et les gadgets. Les animateurs de l'émission voyagent à travers le monde et présentent aux téléspectateurs un marché du jeu vidéo globalisé et rencontrent les créateurs de jeux vidéoles plus célèbres. L'émission offre une couverture quotidienne depuis les villes de Vancouver, Toronto, San Francisco et Los Angeles.

## Présentation et animation
Les présentateurs, correspondant et intervenants actuels (mars 2016) sont : Victor Lucas, Scott Jones, Marissa Roberto, Jose "Fubar" Sanchez, Ben Silverman, Steve Tilley et Raju Mudhar
Les anciens présentateurs, correspondant et intervenants sont Tommy Tallarico, Julie Stoffer, Jade Raymond, Geoff Keighley, Donna Mei-Ling, Briana McIvor,  Shaun Hatton et Miri Jedeikin.

## Diffusion
- États-Unis : Discovery Science (2001-2002), G4 (2002-2006), Syndication (2010-2014), Youtoo TV (2012-2015), Reelz (2013-2015)
- Canada : G4, City, Space, Razer, A-Channel, OMNI 1
- Australie : SF